# Kaap-Leeuwindoornsnavel
De Kaap-Leeuwindoornsnavel (Acanthiza inornata) is een zangvogel uit de familie van de Acanthizidae (Australische zangers). Deze vogel werd in 1844 beschreven door Gould.

## Verspreiding en leefgebied
Het dier komt voor in het zuidwesten van West-Australië. Zijn natuurlijke habitat is voornamelijk bos, savanne en scrubland.

## Status
De grootte van de populatie is niet gekwantificeerd maar de soort wordt omschreven als plaatselijk algemeen. Op de Rode lijst van de IUCN heeft deze soort de status niet bedreigd.